# 費爾維爾 (紐約州)
費爾維爾（英語：Fairville）是位於美國紐約州韋恩縣的非建制地區。

## 歷史
費爾維爾的郵局於1832年設立，其後於1907年停運。

## 地理
費爾維爾所處的海拔為高於海平面134米（即440英呎），而該地所採用的時區為UTC-5，即北美东部时区（EST）。同時該地設有夏令時間，為UTC-5調快一小時，即UTC-4（EDT）。